# Sarah McLachlan
Sarah McLachlan OC
(Halifax, 28 de Janeiro de 1968) é uma cantora e compositora canadense.

## Biografia
Ainda criança aprendeu a tocar piano clássico e teve aulas de violão e canto, mas seu primeiro instrumento foi um ukulele. Entrou na escola de arte na mesma época que começou a fazer parte do grupo "October Game". A gravadora Nettwerk Records percebeu o talento de Sarah e convidou-a para assinar um contrato. No início, ela preferiu continuar os estudos, mas em 1987, aceitou e mudou-se para Vancouver. O álbum de estreia, “Touch”, saiu em 1988 e teve distribuição da Arista Records.
“Touch” tornou-se sucesso no Canadá e foi lançado mundialmente em 1989. Dois anos depois, Sarah colocou nas lojas “Solace”, que mostrou o amadurecimento profissional da cantora e compositora. Foram 14 meses de promoção do disco, interrompidos pela participação de Sarah em um documentário sobre prostituição infantil e pobreza no Camboja e na Tailândia.
A experiência nos dois países serviu de inspiração para escrever o próximo disco, “Fumbling Towards Ecstasy”. Alguns singles foram para as paradas alternativas norte-americanas, como “Possession” e “Good Enough”, mas o grande estouro estava por vir com o disco “Surfacing”, que chegou ao segundo lugar da parada pop em 1997.
Embalado pelas músicas “Angel”, “Adia” e “Building a Mistery”, o disco chegou a vender mais de 10 milhões de cópias e fez com que Sarah recebesse dois prêmios Grammy em 1998, por melhor performance feminina de pop/rock com a canção Building a Mistery e melhor canção instrumental com Last Dance. Em 1997, Sarah criou e comandou o festival itinerante Lilith Fair, que reuniu apenas cantoras, como Sheryl Crow, Jewel, Meredith Brooks, Shawn Colvin, Indigo Girls, Paula Cole e Lauryn Hill. Em três anos de shows, o público reunido foi de 2 milhões de pessoas.
Ocupada com o sucesso, Sarah conseguiu lançar apenas um disco ao vivo dois anos depois, “Mirrorball”. A música “I Will Remember You”, que entrou na trilha sonora do filme “Os Irmãos McMullen”, fez Sarah levar o Grammy 1999 de melhor performance feminina de Pop/Rock. No ano seguinte, ela interpretou a canção “When She Loved Me” no Oscar, onde concorria pelo filme “Toy Story 2”.
Sarah chegou a colocar nas lojas um disco de remix, mas afastou-se dos holofotes para se casar, com o seu baterista Ashwin Sood em 1997 na Jamaica, e ter a filha, India Ann Sushil Sood, em 6 de abril de 2002. Foram seis anos longe do estúdio, até que surgiu “Afterglow”, que significa “brilho ou luz que permanece depois do pôr do sol”. Em setembro de 2003, a cantora comemorou três anos de Sarah McLachlan Music Outreach Program, instituição que promove educação musical gratuita a crianças. A comemoração continuou em 2004, com cinco indicações ao Juno Award, o Grammy canadense.
Em outubro de 2006, Sarah lançou um disco de canções natalícias, Wintersong, onde figuram regravações de John Lennon (Happy Christmas (War is over)) e Joni Mitchell (River), bem como composições próprias (Wintersong). Esse disco foi indicado ao Grammy 2007 na categoria de Melhor Álbum Vocal de Pop Tradicional. Neste mesmo ano, Sarah ainda gravou a canção Ordinary Miracle para a trilha sonora do filme A Menina e o Porquinho (Charlotte's Web).
Em 22 de junho de 2007, nasce a segunda filha de Sarah e Ashwin, que recebeu o nome de Taja Summer, que significa coroa no idioma Hindi. Já com mais de 40 milhões de discos vendidos, Sarah mantém uma instituição voltada ao ensino de música a crianças que, de outra forma, não possuiriam acesso à educação musical, denominada Sarah McLachlan Music Outreach Project.
Em 15 de junho de 2010, é lançado o álbum Laws of Illusion, o primeiro de canções inéditas em sete anos. O ano de 2010 também marca a volta do festival Lilith Fair, sucesso da década de 90 nos anos de 1997, 1998 e 1999 e que está percorrendo cidades do Canadá e Estados Unidos com a participação de diversas cantoras de sucesso.

## Discografia
Álbuns de estúdio
- Touch (1988)
- Solace (1991)
- Fumbling Towards Ecstasy (1993)
- Surfacing (1997)
- Afterglow (2003)
- Wintersong (2006)
- Laws of Illusion (2010)
- Shine On (2014)

Coletâneas
- Rarities, B-Sides and Other Stuff (1996)
- iTunes Originals – Sarah McLachlan (2005)
- Rarities, B-Sides and Other Stuff, Volume 2 (2008)
- Closer - The Best of Sarah McLachlan (2008)

Remix
- The Freedom Sessions (1994)
- Remixed (2003)
- Bloom: Remix Album (2005)

Ao vivo
- Live EP (1992)
- Mirroball (1999)
- Live Acoustic (2004)
- Afterglow Live (2004)
- Mirroball: The Complete Concert (2006)

## Trilhas sonoras em filmes
- Good Enough - Swimming with Sharks - 1994
- Song for a Winter's Night - Milagre na Rua 34 - 1994
- I Will Remember You - The Brothers McMullen - 1995
- Ol'55 - Somente Elas - 1995[4]
- Full Of Grace - Moll Flanders - 1996
- Fumbling Towards Ecstasy - Kissed - 1996
- Ice Cream - Bed Of Roses - 1996
- One Fine Day - Um dia Especial - 1997
- Angel - Cidade dos Anjos - 1998
- As the End Draws Near - Free Enterprise - 1998
- When She Loved Me - Toy Story 2 - 1999
- Fear - Forças do Destino - 1999
- Silence - Brokedown Palace - 1999
- Lost - Seriado: Jack & Jill - 1999
- Ice Cream e I Will Remeber You - Em Algum Outro Lugar - 1999
- I Love You - Message in a Bottle - 1999
- Ice Cream - Better than Chocolate - 1999
- Angel - Cidade dos Anjos - 2000
- Blackbird - I Am Sam - 2001
- Adia - Once Upon a Time in the Midlands - 2002
- Dark Angel - Saint Ralph - 2004
- Ordinary Miracle - A Menina e o Porquinho - 2006
- Answer - Valente - 2007
- O Little Town of Bethlehem - Surpresas do Amor - 2008

## Trilhas sonoras em novelas
- Adia - Torre De Babel - 1998
- Angel - Escrito nas Estrelas - 2010 (interpretada por Katherine Jenkins)

## DVD
- Fumbling Towards Ecstasy Live
- Video Collection 1989-1998
- Lilith Fair: A Celebration of Women in Music
- VH1 Storytellers
- Mirrorball
- Fallen/Stupid DVD Single
- Afterglow Live
- A Life of Music